# Hub Vinken
Hub Vinken (Heerlen, 16 april 1926 - Geleen, 30 maart 2010) was een Nederlands wielrenner. 
Vinken was professioneel wielrenner van 1950 tot 1953. Als amateurwielrenner behaalde hij in 1949 een derde plaats op het wereldkampioenschap op de weg, individueel. Deze veelbelovende uitslag bleek voor de Limburger echter geen garantie voor een succesvolle profcarrière. Zijn enige aansprekende uitslagen als prof was een etappeoverwinning in de Ronde van Nederland in 1951 en een tweede plaats in een etappe in de Ronde van Duitsland in 1952. 
Wel boekte hij op de baan een groot succes door in 1952 de Nationale titel te behalen op 50 km, een titel die hij ook al als amateur had behaald in 1949. 
Na zijn wielercarrière begon hij een fietsenzaak in zijn toenmalige woonplaats Geleen. 

## Overwinningen en ereplaatsen
1949
- 1e bij het Nationaal Kampioenschap 50 km op de baan
- 3e bij het Wereldkampioenschap op de weg, amateurs

1951
- 1e in de 6e etappe Ronde van Nederland

1952
- 2e in de 10e etappe Ronde van Duitsland
- 1e bij het Nationaal Kampioenschap 50 km op de  baan
- 1e in Oostburg

## Resultaten in voornaamste wedstrijden
| Jaar | Luik-Bast.‑Luik |
| ---- | --------------- |
| 1950 | 38e             |